# Arik Benado
Arik Benado (Hebreeuws: אריק בנאדו) (Haifa, 12 mei 1973) is een Israëlische voetballer die voor Beitar Jeruzalem speelt. Hij was eerder aanvoerder van Maccabi Haifa gedurende zes opeenvolgende jaren en is met 94 caps na Mordechai Spiegler de speler met de meeste interlands voor Israël.
Zijn vader, Shlomo Benado, speelde voor Haifa in de jaren zeventig. Hij begon zelf met voetballen toen hij negen jaar oud was. Hij speelde twee jaar voor Beitar Jeruzalem in het midden van de jaren negentig om ervaring op te doen. Hij won vijf Ligat Ha'Al titels en één beker met Maccabi. Benado speelt als centrale verdediger. Hij heeft voor Maccabi in de UEFA Champions League groepsfase gespeeld.